# Eudesmia praxis
Eudesmia praxis là một loài bướm đêm thuộc phân họ Arctiinae, họ Erebidae.